# ليو زيلارد
ليو زيلارد (بالمجرية:Szilárd Leó وبالألمانية:Leo Spitz) هو عالم فيزيائي مجري-أمريكي ولد في 11 فبراير
عام 1898 وتوفي عن عمر 66 في يوم 30 مايو عام 1964 وقد اشترك في اختراع المفاعل النووي وتطوير القنبلة النووية أثناء الحرب العالمية الثانية.

## النشأة

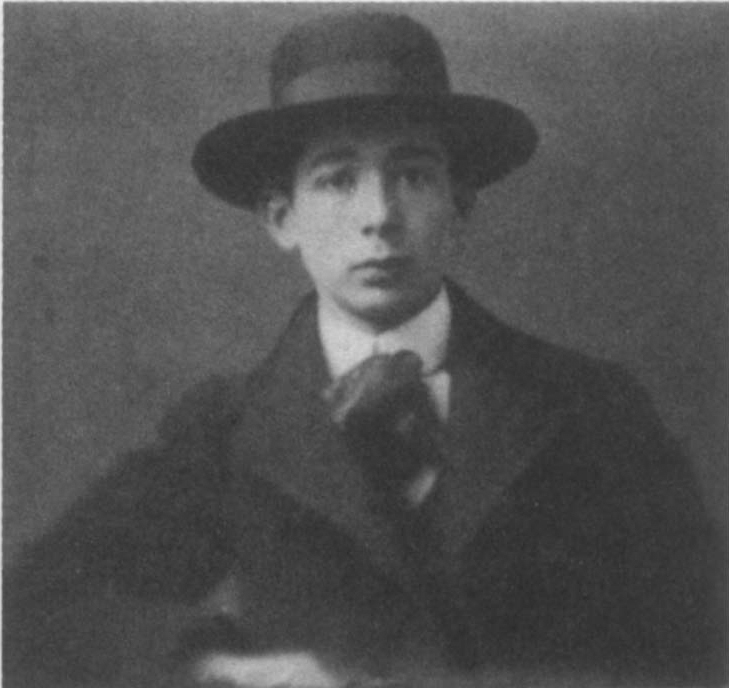
ليو زيلارد وهو في عمر 18

ولد ليو في بودابست في ما كان يعرف آنذاك مملكة المجر، في 11 فبراير، 1898، من عائلة يهودية، حيث كان والده وهو لويس يعمل مهندساً مدنياً، وكان لديه اثنين من أشقائه الأصغر سنا، أخ يدعى «بيلا» (Béla) الذي ولد عام 1900 وتصغره أخته «روزي» (Rózsi)، وفي يوم 4 أكتوبر من العام 1900 تم تغيير لقبه من سبيتز باللغة الألمانية Spitz إلى زيلارد باللغة المجرية Szillard وهو الاسم الذي يعني «الصلب»، في اللغة المجرية. التحق عام 1908 بمدرسته التي في مسقط رأسه حيث كان مهتماً بالفيزياء والرياضيات، وفي عام 1916 حصل على جائزة أوتفوس والتي تعتبر الجائزة الدولية في علم الرياضيات.
شارك في الحرب العالمية الأولى، وفي أثناء الحرب وتحديداً في 22 يناير عام 1916 تلقى إشعاراً تفيد بأنه تم تجنيده في كتيبة من الكتائب للمشاركة في الحرب العالمية الأولى، ثم التحق في سبتمبر عام 1916 كطالب هندسة في جامعة بودابست للتكنولوجيا والاقتصاد، وفي العام التالي انضم إلى الجيش النمساوي المجري، لكنه أصيب بمرض الإنفلونزا الإسبانية ليعود إلى بلده سريعاً، ولكنه تعافى من المرض وخرج من المستشفى في نوفمبر عام 1918 وكان ذلك بعد انتهاء الحرب العالمية الأولى. واستأنف دراسته الهندسية في يناير عام 1919، لكن سرعان ما أثيرت الفوضى السياسية في أنحاء المجر بسبب صعود الجمهورية المجرية السوفييتية وبعد ذلك تحول ديانة أشقائه من اليهودية إلى المسيحية الكالفينية..

## أعماله وإنجازاته

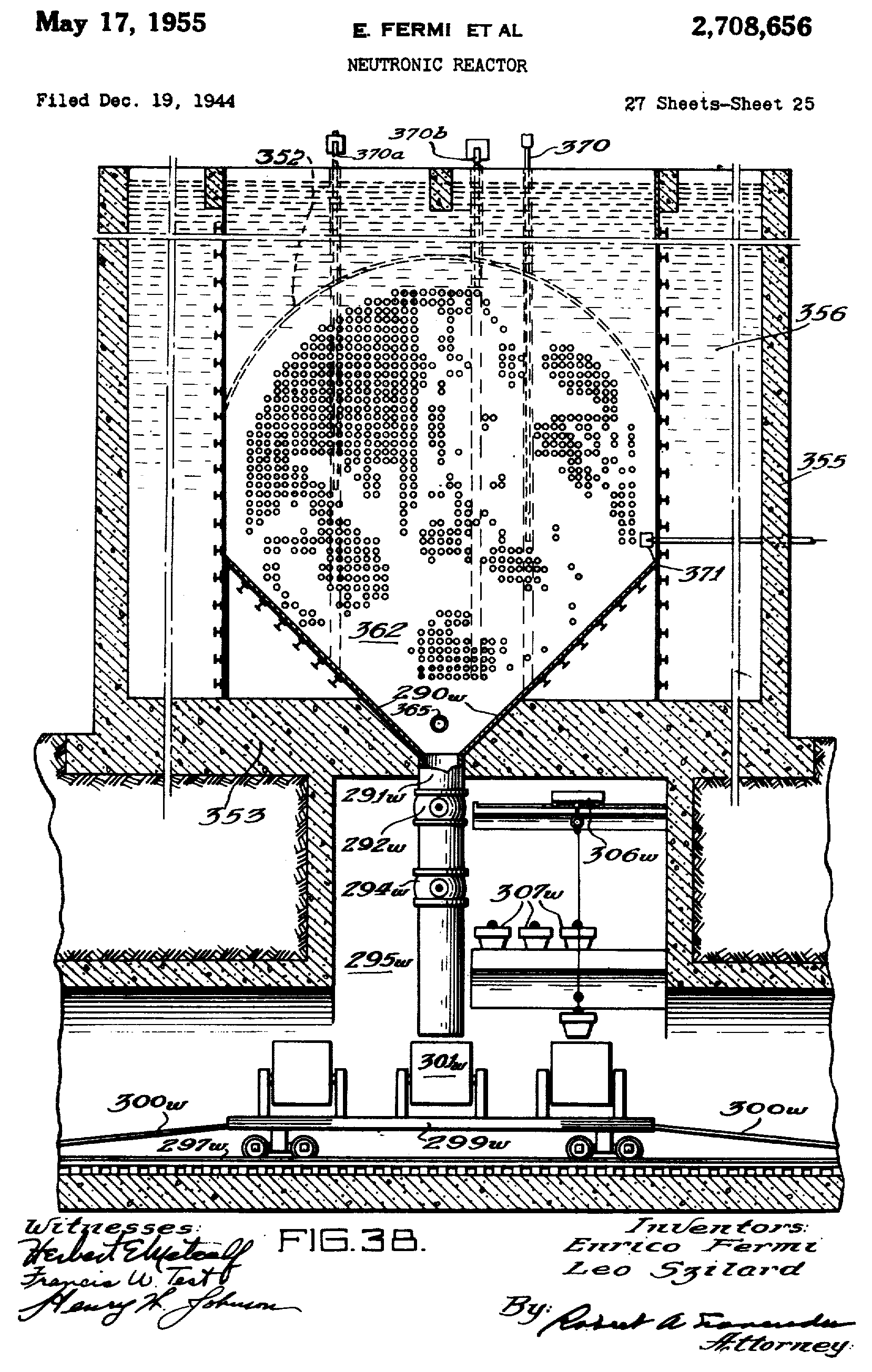
مخطط براءة اختراع المفاعل النووي

حصل ليو زيلارد الجنسية الألمانية عام 1930، لكنه شعر بعدم الارتياح بسبب الوضع السياسي في أوروبا، وعندما أصبح أدولف هتلر مستشاراً لألمانيا في 30 يناير عام 1933 لاذ هو وعائلته بالفرار من تلك الدولة وانتقاله إلى بريطانيا ليقيم هناك، ثم انتقل إلى سويسرا في سبتمبر عام 1937، ثم انتقل في العام التالي إلى مدينة نيويورك، وفي عام 1939 أي بعد اندلاع الحرب العالمية الثانية غادر ألبرت أينشتاين إلى أمريكا ليستغل هو الفرصة ومعه يوجين ويغنر للذهاب إلى أينشتاين ليناقشه عن تطوير القنبلة النووية حيث قام أينشتاين بإرسال رسالة إلى الرئيس الأمريكي فرانكلين روزفلت يدعو فيها إلى تطوير القنبلة النووية وتجربتها.

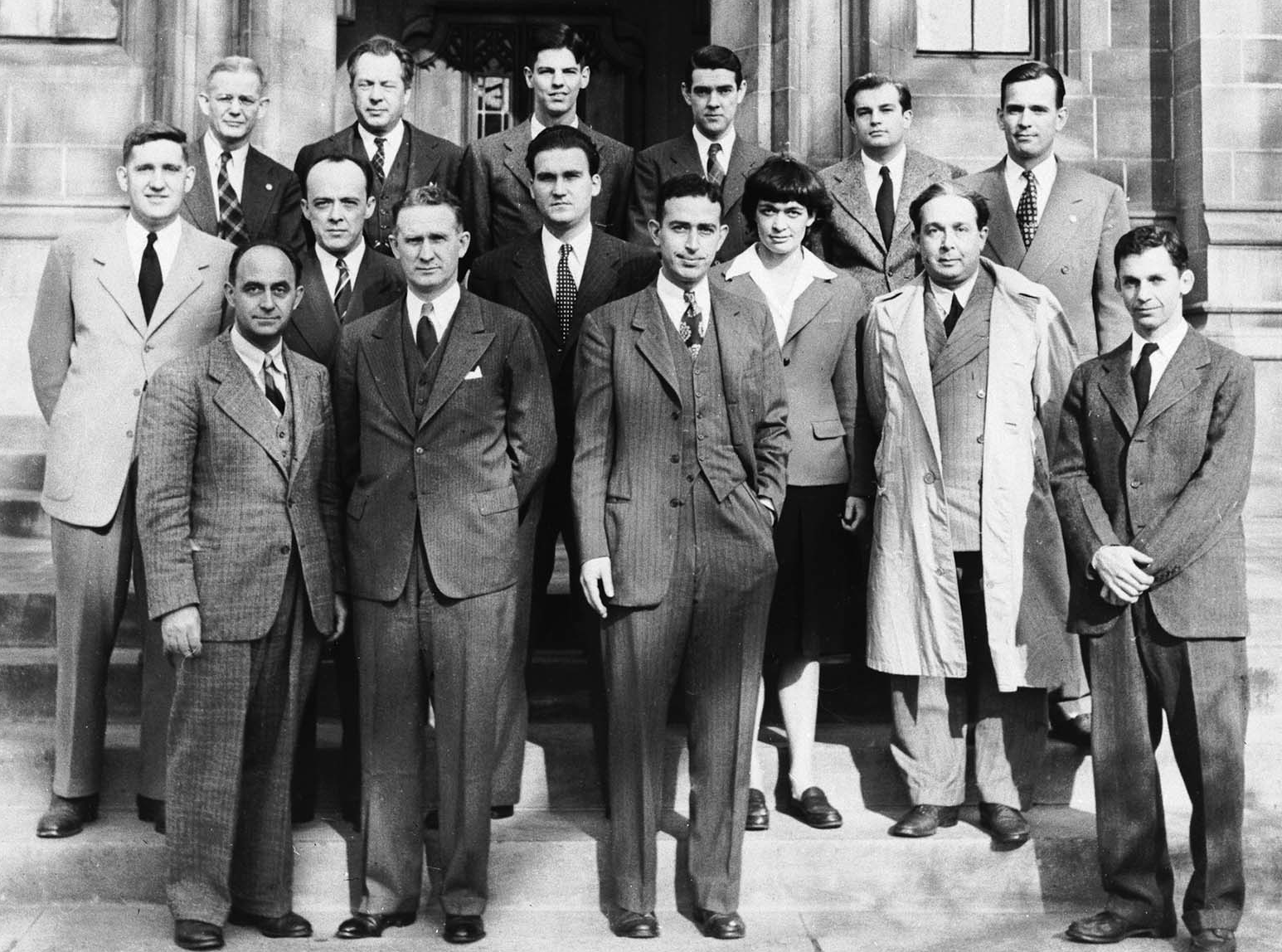
ليو زيلارد في مختبر العلماء (في الثالث من اليمين بلبس معطف المختبر)

وفي يناير من عام 1942 انضم زيلارد إلى مختبر المعادن في شيكاغو وقد انضم إلى هذا المختبر أيضاً مجموعة من العلماء للبحث بخصوص موضوع الذرات النظائر وانشطاراتها، ثم عمل مع إنريكو فيرمي ليصل إلى اختراع أول مفاعل نووي في 2 ديسمبر من نفس العام وحصل على الجنسية الأمريكية عام 1943، وفي عام 1946 بدأ بدراسة علوم الأحياء والعلوم الاجتماعية وقد اخترع مع العالم الكيميائي هارون نوفيك جهازاً لتنظيم معدل نمو الكائنات الدقيقة في مفاعل حيوي.

## مرضه ووفاته
عاش آخر سنوات حياته في مدينة لاهويا في ولاية كاليفورنيا بالولايات المتحدة، وفي عام 1960 تم تشخيصه بسرطان المثانة حيث خضع لعلاجات عديدة حيث توفي عن عمر 66 عاماً.

## وصلات خارجية
- ليو زيلارد على موقع IMDb (الإنجليزية)
- ليو زيلارد على موقع الموسوعة البريطانية (الإنجليزية)
- ليو زيلارد على موقع مونزينجر (الألمانية)
- ليو زيلارد على موقع إن إن دي بي (الإنجليزية)